# Chick Corea Elektric Band
Chick Corea Elektric Band était un groupe de jazz fusion, dirigé par le claviériste et pianiste Chick Corea et fondé en 1985 à New York.

## Histoire

### Formation originale et deux premiers albums
La première formation du groupe en 1985 était composée de Dave Weckl (batterie) et John Pattituci (basse) aux côtés de Corea. Le groupe a enregistré et sorti son premier album éponyme en 1986, avec Carlos Rios et Scott Henderson aux guitares.
C'est en 1987, avec l'album Light Years, que la formation définitive s'établit. Le saxophoniste Eric Marienthal rejoint le groupe et Scott Henderson est remplacé par Frank Gambale à la guitare.

### Cinquième album et nouvelle formation
Pour l'album suivant, Elektric Band II: Paint the World sorti en 1993, seuls Corea et Marienthal reviennent de la formation originale. Gary Novak est devenu le nouveau batteur, Jimmy Earl a pris la basse et Mike Miller a joué de la guitare. 

### Retour de la formation originale
En 1996, le groupe enregistre une version de « Rumble » de West Side Story pour l'album hommage The Songs of West Side Story. Dave Weckl et Frank Gambale participent à cet enregistrement. John Patitucci réintègre la formation en 2004 pour l'album To the Stars,.

## Discographie

### Albums studio
- 1986 : The Chick Corea Elektric Band (en)
- 1987 : Light Years (en)
- 1988 : Eye of the Beholder (en)
- 1990 : Inside Out (en)
- 1991 : Beneath the Mask (en)
- 1993 : Paint the World (Elektric Band II)
- 2004 : To the Stars (en)

### Albums live
- En direct d'Elario (Le premier concert) (rec. 1985, rel. 1996)
- Concert live à Tokyo en 1987 (rec. 1987, rel. 2017)[3].
- Le futur c'est maintenant (2023)

## Nominations Grammy Awards
- 1988 : Meilleure performance Pop Instrumentale pour le morceau Light Years[5]
- 1991 : Meilleur interprétation de jazz-fusion pour l'album Inside Out[6]
- 1994 : Meilleure performance jazz contemporaine pour l'album Paint The World de Elektric Band II[7]